# Otto Walterskirchen
Otto Vilém svobodný pán (od roku 1907 hrabě) von Walterskirchen (Otto Wilhelm Freiherr / Graf von Walterskirchen zu Wolsthal) (19. června 1833, Wolfsthal, Dolní Rakousy – 16. listopadu 1912, Vídeň) byl rakousko-uherský diplomat ze staré šlechtické rodiny. Od roku 1853 v diplomatických službách, později byl rakousko-uherským vyslancem v několika evropských zemích, naposledy v Nizozemí (1888–1894). V roce 1907 byl povýšen do hraběcího stavu.

## Životopis

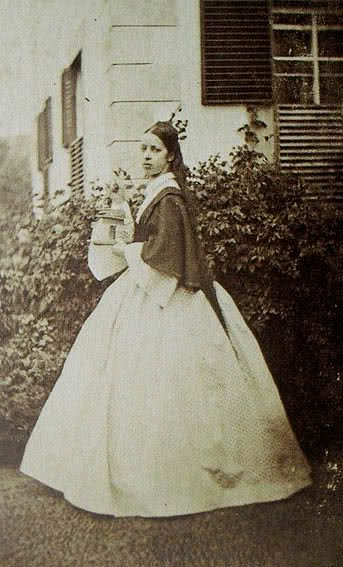
Ottova manželka hraběnka Karolína Hunyadyová jako dvorní dáma císařovny Alžběty (1860)

Pocházel ze starého rakouského šlechtického rodu (stav svobodných pánů od roku 1643), kterému patřily statky v Dolním Rakousku nedaleko od Bratislavy. Narodil se na rodovém sídle Wolfsthal jako třetí syn c.k. tajného rady a komořího Georga Walterskirchena (1796–1865) a Idy, rozené hraběnky Friesové (1811–1868). Otto studoval na Orientální akademii ve Vídni a do diplomatických služeb vstoupil v roce 1853. Začínal na nižších postech v Istanbulu, Kasselu a Stuttgartu, poté byl legačním sekretářem v Paříži, Petrohradě a Berlíně, od roku 1868 byl velvyslaneckým tajemníkem v Římě. V letech 1869–1872 byl rakousko-uherským vyslancem ve Württemberském království, pak ve Švédsku (1872–1874). V roce 1874 byl uveden do stavu disponibility a nakonec v roce 1876 penzionován. V roce 1883 byl znovu uveden do aktivní služby a nakonec byl rakousko-uherským vyslancem v Nizozemí (1888–1894). Byl též c.k. komořím (1858) a tajným radou (1886), za zásluhy byl nositelem Řádu železné koruny I. třídy (1894). V roce 1907 byl povýšen do hraběcího stavu.
V roce 1871 se v Ischlu oženil s hraběnkou Karolínou Hunyadyovou de Kéthely (1836–1907), dcerou nejvyššího hofmistra císařovny Alžběty hraběte Josefa Hunyadyho (1801-1869). Karolína byla od roku 1854 oblíbenou dvorní dámou císařovny Alžběty, tohoto postavení se ale po sňatku musela vzdát. Později užívala čestné tituly c.k. palácové dámy a dámy Řádu hvězdového kříže. Z jejich manželství pocházely dvě děti, dcera Ida a syn Josef Vilém.